# Семяковское сельское поселение
Семяковское се́льское поселе́ние — муниципальное образование в Муслюмовском районе Татарстана Российской Федерации.
Административный центр — село Семяково.

## История
Статус и границы сельского поселения установлены Законом Республики Татарстан от 31 января 2005 года № 30-ЗРТ «Об установлении границ территорий и статусе муниципального образования "Муслюмовский муниципальный район" и муниципальных образований в его составе».

## Население
| 2010 | 2011 | 2012 | 2013 | 2014 | 2015 | 2016 |
| ---- | ---- | ---- | ---- | ---- | ---- | ---- |
| 768  | ↘766 | ↘752 | ↘747 | ↘723 | ↘706 | ↘699 |
| 2017 | 2018 |      |      |      |      |      |
| ↘686 | ↘648 |      |      |      |      |      |

## Состав сельского поселения
| № | Населённый пункт | Тип населённого пункта       | Население |
| - | ---------------- | ---------------------------- | --------- |
| 1 | Елгабаш          | село                         |           |
| 2 | Красный Яр       | деревня                      |           |
| 3 | Кырын Тау        | деревня                      |           |
| 4 | Семяково         | село, административный центр |           |
| 5 | Туруш            | деревня                      |           |